# 대한민국 상법 제178조
대한민국 상법 제178조는 합명회사의 법적 설립 요건인 합명회사 정관의 작성에 대한 상법 회사법의 조문이다. 상법 제3편 회사 제2장 합명회사 제1절 설립에 포함되어 있다. 1962년 1월 20일 법률 제1000호로 제정되어 1963년 1월 1일 시행되었다.

## 조문
제178조 (정관의 작성)합명회사의 설립에는 2인이상의 사원이 공동으로 정관을 작성하여야 한다.

第178條 (定款의 作成)合名會社의 設立에는 2人以上의 社員이 共同으로 定款을 作成하여야 한다.

## 참고문헌
- 이기수 ,최병규 공저, 회사법 : 상법강의 2, (주)박영사 2022.

## 같이 보기
- 정관